# Jack Sears
Jack Sears (Northampton, 16 februari 1930 - Ashill, 6 augustus 2016) was een Britse auto- en rallycoureur, en was een van de belangrijkste organisatoren van de London–Sydney Marathon rally van 1968.

## Biografie
Sears werd in de volksmond bekend als "Gentleman Jack". Zijn zoon David is ook betrokken bij de autosport.
Hij won het eerste British Saloon Car Championship in 1958, met een Austin Westminster. Nadat hij samen met Tommy Sopwith op gezamenlijke maximale punten was geëindigd, werd aanvankelijk gesuggereerd dat de kampioen zou worden bepaald door het opgooien van een munt. Het idee was erg impopulair bij beide coureurs en tijdens de laatste race op Brands Hatch, waar een gelijkspel waarschijnlijk was, werden twee identiek ogende Riley One-Point-Five fabrieksrallyauto's van Marcus Chambers meegebracht voor een shoot-out in vijf ronden. Om de race eerlijk te maken, reden ze vijf ronden, wisselden ze van auto en raceten ze vervolgens opnieuw vijf ronden met de coureur die de snelste gecombineerde tijd had om tot kampioen te worden gekroond. In stromende regen werd Sears de eerste kampioen ooit met 1,6 seconden.
Hij won voor de tweede keer de titel in 1963 waar hij in verschillende auto's reed, waaronder een Ford Cortina GT, een zeven-liter Ford Galaxie en een Lotus Cortina, die werd gebruikt voor de laatste twee races. Sears reed ook samen met Mike Salmon in een Ferrari 330 LMB naar een vijfde plaats in de 24 uur van Le Mans in 1963, het beste resultaat in de korte racegeschiedenis van de LMB. Sears overleed op 7 augustus 2016, hij werd 86 jaar oud.

## Carrière-overzicht

### British Saloon Car Championship-resultaten
| Jaar | Team                      | Auto               | Klasse      | 1       | 2      | 3      | 4      | 5       | 6      | 7      | 8       | 9      | 10    | 11    | DC | Pts | Klasse |
| ---- | ------------------------- | ------------------ | ----------- | ------- | ------ | ------ | ------ | ------- | ------ | ------ | ------- | ------ | ----- | ----- | -- | --- | ------ |
| 1958 | Jack Sears                | Austin A105        | C           | BRH 1†  | BRH 4† | MAL 3† | BRH 3† | BRH 3†  | CRY    | BRH 2  | BRH 3   | BRH 3  |       |       | 1  | 48  | 1      |
| 1959 | Equipe Endeavour          | Jaguar 3.4 Liter   | D           | GOO     | AIN    | SIL    | GOO    | SNE 2   | BRH    | BRH 1† |         |        |       |       | NC |     | NC     |
| 1960 | Equipe Endeavour          | Jaguar Mk II       | Over 1000cc | BRH     | SNE    | MAL    | OUL    | SNE 1   | BRH 2  | BRH 1  | BRH     |        |       |       | NC |     | NC     |
| 1961 | Equipe Endeavour          | Jaguar Mk II       | D           | SNE Ret | GOO    | AIN 2  | SIL    | CRY Ret | SIL    | BRH 3  | OUL     | SNE 12 |       |       | NC |     | NC     |
| 1962 | Equipe Endeavour          | Jaguar Mk II       | D           | SNE 2   | GOO 3  | AIN 4  | SIL 3  | CRY 2   | AIN 1  | BRH 2  | OUL 2   |        |       |       | 3  | 38  | 1      |
| 1963 | John Willment Automobiles | Ford Cortina GT    | B           | SNE     | OUL 4  | GOO 7  | AIN 4  |         |        |        |         |        |       |       | 1  | 71  | -      |
| 1963 | John Willment Automobiles | Ford Galaxie       | D           |         |        |        |        | SIL 1   | CRY 1† | SIL 1  | BRH Ret |        |       |       | 1  | 71  | -      |
| 1963 | John Willment Automobiles | Ford Lotus Cortina | D           |         |        |        |        |         |        |        |         | BRH 3  | OUL 3 | SIL 4 | 1  | 71  | -      |

†Evenementen met 2 races voor de verschillende klassen.